# Wimer
Wimer az Amerikai Egyesült Államok északnyugati részén, Oregon állam Josephine megyéjében, az Evans-patak mentén elhelyezkedő statisztikai település. A 2020. évi népszámláláskor 690 lakosa volt.
Az Evans-patak 1927-ben épített hídja 2003-ban összeomlott; a szövetségi támogatásból és helyi munkaerővel készült replikát 2008 februárjában nyitották meg.

## Története
Névadója William Wimer újságszerkesztő rokona. A Wimer segítségével megnyílt, 1909-ig működő posta első vezetője Simon E. Simpkins volt.

## Népesség
A településnek 2010-ben 678, 2020-ban pedig 690 lakosa volt.

## Fordítás
- Ez a szócikk részben vagy egészben  a   Wimer, Oregon című angol Wikipédia-szócikk ezen változatának fordításán alapul.  Az eredeti cikk szerkesztőit annak laptörténete sorolja fel. Ez a jelzés csupán a megfogalmazás eredetét és a szerzői jogokat jelzi, nem szolgál a cikkben szereplő információk forrásmegjelöléseként.